# Famille Waligórski
La famille Waligórski, armoiries Odrowąż, est une famille subsistante de la noblesse polonaise.

## Personnalités
- Piotr Waligórski (pl) († 1620), curé de Wiślica, vicaire de Strożyska, gardien du Trésor de la Couronne (custos Regni)
- Aleksander Waligórski (1802-1873), ingénieur et général polonais
- Teofil Waligórski (pl) (1859-1913), journaliste, éditeur et homme politique. Il fut notamment le chef de la Ligue Nationale (en) pour le royaume de Pologne et son commissaire pour Varsovie (jusqu'en 1902), le cofondateur de la Démocratie nationale, député à la première Douma d'État de l'Empire russe.
- Hanna Waligórska (1897-1978), éminente pédagogue, fille du précédent
- Irena Michalina Waligórska (1901- ), docteur en philosophie de l'université de Varsovie, épouse de Edward Czesław Muszalski (pl), docteur en droit international à l'université de Varsovie, sœur de la précédente
- Marian Waligórski (pl) (1903-1953), avocat, expert en droit civil, professeur associé à l'université de Lviv et professeur à l'université Jagellonne
- Ewaryst Waligórski (pl) (1937- ), ingénieur, homme politique et diplomate polonais. Il fut notamment ministre des transports et de l'économie maritime. Commandeur de l'ordre Polonia Restituta.